# Strielnia-Nowaja
Strielnia-Nowaja (ros. Стрельня-Новая) – przystanek kolejowy w miejscowości Strielnia, w rejonie bagrationowskim, w obwodzie królewieckim, w Rosji. Położony jest na linii Królewiec – Bagrationowsk.

## Historia
Stacja kolejowa powstała w okresie przynależności Prus Wschodnich do Niemiec. Nosiła wóczas nazwę Schultitten. Przebudowana do przystanku po 1990